# Örnsköldsvik (Gemeinde)
Koordinaten: 63° 17′ N, 18° 43′ O

Örnsköldsvik ist eine Gemeinde (schwedisch kommun) in der schwedischen Provinz Västernorrlands län und der historischen Provinz Ångermanland. Der Hauptort der Gemeinde ist Örnsköldsvik.
Weitere Ortschaften sind Åmynnet, Arnäsvall, Billsta, Bjästa, Björna, Bredbyn, Gideå, Gottne, Husum, Köpmanholmen, Långviksmon, Mellansel, Moliden, Sidensjö, Trehörnigssjö, Västerhus u. a. m. Durch die Gemeinde führt die Europastraße 4.

## Geographie
Örnsköldsvik erstreckt sich etwa 60 Kilometer entlang der Küste und greift bis zu 100 Kilometer ins Hinterland. Die Küste, die mit ihren zerklüfteten, bewaldeten Bergen in zahllosen Buchten steil zum Meer abfällt, wird Höga Kusten (Hohe Küste) genannt. Als einzige Steilküste Schwedens wurde Höga Kusten 2001 vom Welterbekomitee der UNESCO zum Weltnaturerbe erklärt. Ein Teil der Höga Kusten, der Skuleskogen, ist seit 1984 Nationalpark.
Durch die Gemeinde fließt der Moälven.

## Geschichte
Die Gemeinde hat ihre Wurzeln in der gleichnamigen Stadt Örnsköldsvik. Der Name der Stadt leitet sich von Gouverneur Per Abraham Örnsköld (1762–1769) ab. Die Stadt wurde 1842 als Handelsplatz gegründet (Köping) und bekam 1894 die Stadtrechte verliehen.

## Wirtschaft
Die Gemeinde ist eine traditionelle Industriegemeinde. Standorte sind der Hauptort Örnsköldsvik, Domsjö, Husum, Mellansel und Själevad. Dominierende Industrieunternehmen sind M-real (holzverarbeitende und Papierindustrie) und die Hägglund-Gruppe (Rüstungsindustrie) mit mehreren Industrieanlagen, um die sich eine Zulieferindustrie entwickelt hat. Hägglunds Drives in Mellansel (gehört heute zur Bosch-Rexroth-Gruppe) exportiert seine Hydraulikmotoren in die ganze Welt.
Viele der Großunternehmen in Örnsköldsvik produzieren für den Export und die Gemeinde Örnsköldsvik hat einen Anteil von 3,5 % am gesamten schwedischen Export.

## Sehenswürdigkeiten
- Um Örnsköldsvik liegen einige Dörfer mit alten, sehenswerten Kirchen. Darunter Grundsunda aus dem 13. Jahrhundert, Bredbyn, Arnäs, Gideå, Köpmanholmen und Själevad. Typisch für die norrländischen Kirchen sind freistehende Glockentürme aus Holz.
- Gene Fornby ist die rekonstruierte eisenzeitliche Siedlung etwas außerhalb von Örnsköldsvik.
- Südlich von Örnsköldsvik befindet sich der Nationalpark Skuleskogen. Westlich davon liegt der Skuleberget, auf den eine Seilbahn führt und von dem man eine gute Aussicht über das Höga-Kusten-Gebiet hat.
- Von Köpmanholmen 14 Kilometer südlich von Örnsköldsvik gibt es Bootsverbindungen auf die Inseln Trysunda und Ulvön. Dort befinden sich alte Fischerdörfer der Gävlefischer. Aus dieser Zeit stammen auch die Fischerkapellen auf den Inseln, die ausgemalte Ulvö gamla kapell ist ein Baudenkmal.